# Ri Ryong-Nam
Ri Ryong-nam (Pyongyang, 8 agosto 1960) è un politico nordcoreano.
Con un background negli affari economici, Ri è stato un delegato per la 12a, 13a e 14a convocazione dell'Assemblea popolare suprema, presidente dell'Associazione dell'amicizia nordcoreana-siriana e presidente della Federazione calcistica nordcoreana ed è stato mandato dal febbraio 2021 come ambasciatore della RPDC in Cina.

## Biografia
Nel 1994, Ri è stato nominato assistente del Ministero del Commercio. Dopo essere stato promosso al Ministero del Commercio nel marzo 2001, è stato nominato primo vicepresidente del Comitato per la promozione del commercio internazionale della Corea del Nord nell'ottobre 2004. Attualmente è il presidente dell'Associazione per l'amicizia tra Corea del Nord e Siria e dal luglio 2010 è anche presidente della Federazione calcistica nordcoreana.
Da marzo 2008 a settembre 2016 è stato Ministro delle relazioni economiche esterne nel Gabinetto della Corea del Nord.
Nel settembre 2010 è stato eletto al Comitato Centrale del Partito dei Lavoratori della Corea. Ha fatto parte del comitato funebre per Kim Jong-il nel dicembre 2011, dopo aver prestato servizio in una veste simile dopo le rispettive morti di Pak Song-chol e Jo Myong-rok.
Nel giugno 2016 è stato nominato Vice Premier del Gabinetto della Corea del Nord.
Nell'aprile 2017 è stato nominato membro del Comitato per le relazioni estere dell'Assemblea popolare suprema.
Il 19 febbraio 2021, Ri è stato nominato ambasciatore della Corea del Nord in Cina. Dopo che Ri ha attraversato un periodo di quarantena, il Ministero degli Esteri cinese ha confermato la sua nomina e ha accettato le sue credenziali a Pechino il 18 marzo 2021. Ri aveva precedentemente vissuto a Pechino per un breve periodo come studente presso Beijing all'Università degli Studi Stranieri.